# Ганжа Петро Андрійович
Петро Андрійович Ганжа (29 листопада 1881 — † 17 вересня 1937, м. Омськ) — начальник дивізії Дієвої армії УНР.

## Життєпис
Походив із родини дрібних поміщиків Чернігівської губернії. Батько, Андрій Юхимович Ганжа, надвірний радник, служив чиновником у губернській казенній палаті.
Родині належала невелика ділянка землі під Черніговим, яка називалась Ганжовщина . Петро мав брата Романа, пізніше учасника визвольних змагань періоду Центральної Ради, помічника губернського комісара Чернігівщини. Навчався у Чернігівській класичній гімназії (закінчив 6 класів).

### Служба в російській армії
21 березня 1899 р. вступив на військову службу однорічником 2-го розряду до 167-го піхотного Острогозького полку (Чернігів). 8 серпня 1900 р. склав вступні іспити до Чугуївського піхотного юнкерського училища (закінчив 10 червня 1902 по ІІ розряду) .
Вийшов підпрапорщиком до 167-го піхотного Острогозького полку, в службі з 5 вересня 1902 р., чин підпоручика отримав 12 березня 1903 р..
22 квітня 1905 р. був відряджений до Харбіна на поповнення Маньджурської армії, прибув на укомплектування 243-го піхотного резервного Златоустівського полку, брав участь у бойових діях, а 15 лютого 1906 р. був повернений до 167-го піхотного Острогозького полку.
24 жовтня 1910 р. перевівся до 176-го піхотного Переволочненського полку (Чернігів) , у складі якого у 1914 р. вирушив на  Першу світову війну. За бій 26 серпня 1914 р. був нагороджений  Георгіївською зброєю. В наказі написано «…в бою 26 серпня 1914 року біля Рави-Руської, перебуваючи з ротою в передовій лінії, під сильним артилерійським і рушничним вогнем, незважаючи на важкі умови місцевості, особистим прикладом надихаючи роту, вибив багнетним ударом супротивника з ряду окопів, змусивши його тікати, після чого зайняв західну околицю села Пуні, чим і дав можливість зайняти і укріпитись на позиції іншим ротам».
В бою 26 квітня 1915 р. був контужений і потрапив до австро-угорського полону. На цей період мав сім’ю, дружину і сина. Перебував у таборі для військовополонених офіцерів у Йозефштадті, у 1916 р. — член українського гуртка, згодом його керівник. Після українізації табору в липні 1917 р. – один із керівників управи «Громада полонених старшин-українців табору Йозефштадт».
Нагороди: ордени Св. Анни 4 ст.; Св. Станіслава 3-го ст.; Св. Станіслава 2-го ст.; Св. Володимира 4-го ст.; Св. Анни 3-го ст. ; Св. Анни 2-го ст. ; Георгіївська зброя (Золота зброя «За хоробрість»). Останнє звання у російській армії — штабс-капітан.

### Служба в армії УНР

Старшини 1-го полку «Сірожупанної» дивізії перед виїздом з табору Фрайштадт (12 лютого 1918). Перший ряд зліва направо сидять: Роман Домбчевський, Петро Ганжа, Йосип Охримович. Стоять: крайній ліворуч генерал-суддя Павлюх, крайній праворуч Ярослав Окуневський

15 лютого 1918 р. в групі з 30 офіцерів-українців виїхав з Йозефштадта до Володимира-Волинського для формування 1-го козацько-стрілецького куреня, створеного з військовополонених-українців і став його командиром, а згодом прийняв командування 1-м козацько-стрілецьким полком, створеним на основі куреня. Брав активну участь у формуванні з полонених 1-ї стрілецько-козацької Сірожупанної дивізії. 
Після приходу до влади гетьмана П. Скоропадського та переїзду дивізії на Чернігівщину займав з середини серпня 1918 р. посаду помічника командира 1-го Сірожупанного полку Армії Української Держави.
У період Директорії з 12 березня 1919 р. — командир 1-го Сірожупанного полку, а з 27 лютого 1919 р. командував одночасно і 1-ю бригадою 1-ї Сірожупанної дивізії Дієвої армії УНР. 17 травня 1919 р. врятував від полону в Луцьку рештки 1-го та 2-го Сірожупанних полків, що були 21 травня 1919 р. переформовані у 1-й збірний Сірожупанний полк (згодом — 10-й Сірожупанний полк 4-ї Холмської дивізії) Дієвої армії УНР. Командував цією частиною. З 26 липня 1919 р. помічник державного інспектора штабу Дієвої армії УНР. З початку листопада 1919 р. — начальник Рекрутської дивізії Дієвої армії УНР, яка мала бути сформована за наказом військового міністерства з усіх рекрутських полків.
На початку грудня 1919 р. залишив армію та повернувся до Чернігова. Тут створив та очолив підпільну Національну Повстанчу раду. Влітку 1920 р. був заарештований під час облави ЧК, після 1922 р. звільнений за амністією. Проживав у Чернігові.

### Подальша доля
У червні 1927 р. заарештований і висланий на Урал на 3 роки як соціально небезпечний елемент, а 29 січня 1930 р. йому заборонили проживання в Україні та центральних районах СРСР з прикріпленням до місця перебування на 3 роки. Також у 1931 р. фігурував у справі Українського національного центру. 
Після відбуття покарання проживав у Омську, працював комірником підсобного господарства облздраву. Був заарештований 29 липня 1937 р., засуджений Трійкою до розстрілу 16 вересня і розстріляний 17 вересня 1937 р. Похований у Омську. Реабілітований 10 червня 1989 р..